# Ponięcice
Ponięcice (niem. Ponientzütz)– wieś w Polsce położona w województwie śląskim, w powiecie raciborskim, w gminie Rudnik. Ponięcice są położone na północy gminy. Posiadają powierzchnię 5,7 km² oraz ponad dwieście pięćdziesiąt mieszkańców.

## Nazwa
Wieś posiadała niemiecką nazwę Ponientzütz, w latach 1936–1945 Rittersdorf.

## Historia
Pierwszy raz wzmiankowano wieś w 1305 roku jako Poneticz. Wieś powstała pod koniec XIII wieku.
W latach 1975–1998 miejscowość administracyjnie należała do województwa katowickiego.

## Demografia
W 2016 roku w Ponięcicach ludność w wieku przedprodukcyjnym na 100 mieszkańców wynosiła 13,72, co uplasowało wieś poniżej średniej w gminie (16,95). Natomiast ludność w wieku produkcyjnym wynosiła 70,35 (średnia w gminie – 66,90), a w wieku poprodukcyjnym – 15,93 (średnia w gminie – 16,25). Stosunek mieszkańców w wieku poprodukcyjnym do mieszkańców w wieku produkcyjnym wynosił 23% (średnia w gminie – 24%). Mediana wieku mieszkańców wynosi 45 lat (średnia w gminie - 47,11).
| Rok  | Liczba ludności | Gęstość zaludnienia (os./km²) |
| ---- | --------------- | ----------------------------- |
| 2004 | 250             | 43,86                         |
| 2011 | 249             | 43,6                          |
| 2016 | 226             | 39,65                         |

## Religia
Ponięcice należą do parafii św. Piotra i Pawła w Grzędzinie, natomiast w samej wsi znajduje się kościół filialny pw. św. Jacka.

## Zabytki
We wsi znajduje się cmentarz dworski i kaplica cmentarna z końca XVIII wieku. Przy ul. Łąkowej (nr 42) stoi murowana z cegły, otynkowana kapliczka z XVIII/XIX wieku z barokowo-ludową figurą św. Jana Nepomucena.
Przy ul. Łąkowej (nr 9) stoi murowana z cegły kapliczka domkowa z XIX wieku. Na rozwidleniu ul. Łąkowej i Szkolnej stoi krzyż kamienny z postacią Chrystusa Króla na postumencie z XIX wieku. Na rozwidleniu ul. Łąkowej i Leśnej stoi marmurowy krzyż z postacią Chrystusa Króla na postumencie z II połowy XIX wieku.
| Nr ewidencyjny | Obiekt                          | Forma ochrony                      | Adres         |
| -------------- | ------------------------------- | ---------------------------------- | ------------- |
|                | kapliczka domkowa, XVIII/XIX w. | wpis do gminnej ewidencji zabytków | ul. Łąkowa 42 |
|                | kapliczka domkowa, XIX w.       | wpis do gminnej ewidencji zabytków | ul. Łąkowa 9  |

We wsi znajduje się sześć stanowisk archeologicznych wpisanych do wojewódzkiego rejestru zabytków, w tym cmentarzysko całopalne.
Przy ul. Łąkowej (nr 5) stoi pomnik przyrody (decyzja PWRN w Opolu nr RL-op-004/11/70 z 8 kwietnia 1970 oraz Rozporządzenie Wojewody Śląskiego nr 39/2003 z 19 grudnia 2003) – lipa drobnolistna.